# Задача Лебега
Задача Лебега состоит в отыскании плоской фигуры наименьшей площади, которая способна накрыть собой любую плоскую фигуру диаметра 1.

## Замечания
Любая фигура диаметра 1 может быть накрыта фигурой постоянной ширины 1 (каждая фигура диаметра 1 — своей фигурой постоянной ширины, то есть фигура постоянной ширины зависит от фигуры диаметра 1).
Для фигур постоянной ширины диаметр совпадает с шириной.
Поэтому задача Лебега сводится к нахождению плоской фигуры наименьшей площади, которая способна накрыть собой фигуру постоянной ширины 1.
Известно, что фигура Лебега существует, но она, возможно, не единственна.
Если {\displaystyle L} её площадь, то известно, что
{\displaystyle 0{,}826\approx {\tfrac {\pi }{8}}+{\tfrac {\sqrt {3}}{4}}<L<{\tfrac {2}{121}}\cdot {\sqrt {28634\cdot {\sqrt {3}}-15139}}+\arccos {\tfrac {{\sqrt {3}}-1}{2}}-{\tfrac {\pi }{3}}-{\tfrac {109}{121}}-{\tfrac {82}{121\cdot {\sqrt {3}}}}\approx 0{,}845.}
Нижняя оценка доказана в.
Для нахождения оценки сверху достаточно представить плоскую фигуру, способную накрыть любую плоскую фигуру диаметра 1.
К таким фигурам относятся (в порядке уменьшения площади):
- Квадрат со стороной 1, его площадь равна 1;
- Правильный шестиугольник ширины 1, его площадь равна {\displaystyle {\tfrac {\sqrt {3}}{2}}\approx 0{,}866};
- Самой маленькой известной на сегодня фигурой с этим свойством является правильный шестиугольник ширины 1, у которого определённым способом срезаны 3 угла. С двух углов срезаны равнобедренные треугольники, основания которых касаются окружности, вписанной в шестиугольник; третий угол срезается по двум окружностям радиуса 1, касающихся сторон на расстоянии, равном стороне такого равнобедренного треугольника.